# 馬山東部警察署
馬山東部警察署（マサンドンブけいさつしょ）は、慶南地方警察庁所管の警察署である。

## 管轄区域
- 昌原市のうち
  - 馬山会原区
  - 馬山合浦区のうち山湖洞

## 沿革
- 1984年1月28日 - 発足に伴い、馬山警察署（現：馬山中部警察署）から13派出所を編入。

## 組織
- 警務課
- 生活安全課
- 捜査課
- 警備交通課
- 情報保安課

## 管轄地区隊
馬山会原区
- 合成地区隊

## 管轄派出所
馬山会原区
- 石田派出所
- 陽徳派出所
- 桧原派出所
- 三渓派出所
- 中里派出所

馬山合浦区
- 山湖派出所